# La Cité foudroyée
Pour plus de détails, voir Fiche technique et Distribution.
La Cité foudroyée est un film français réalisé par Luitz-Morat et sorti en 1924.
Dans ce film de science-fiction, le réalisateur utilise à la fois des plans de véritables incendies et des images de maquettes des principaux monuments de Paris, dont la Tour Eiffel.

## Synopsis
Un jeune ingénieur ayant réussi à maîtriser la foudre, menace de détruire Paris si on ne lui verse pas une rançon.

## Fiche technique
- Réalisation : Luitz-Morat
- Scénario : Jean-Louis Bouquet
- Production :  Films de France
- Distributeur : Pathé Consortium Cinéma[2]
- Photographie : Franck Daniau
- Chef décorateur : Robert Gys[3].
- Durée : 72 minutes
- Genre : Science-fiction
- Dates de sortie: 
  - France : 5 décembre 1924

## Distribution
- Daniel Mendaille : Richard Gallée
- Jane Maguenat : Huguette
- Armand Morins : le baron de Vrécourt
- Émilien Richaud : Cuivredasse
- Alexis Ghasne : Hans Steinberg
- Lucien Cazalis : Grosset
- Paul Journée